# 比什凱克2站
比什凱克2站是吉爾吉斯首都比什凱克的主要火車站，建築的設計和建造始於1930年代，1938年5月1日車站啟用。

## 列車
- 比什凱克—莫斯科[2]
- 比什凱克—新庫茲涅茨克
- 比什凱克—楚城